# Sofka Popova
Sofka Popova (Bulgaria, 15 de agosto de 1953) es una atleta búlgara retirada especializada en la prueba de 60 m, en la que consiguió ser subcampeona europea en pista cubierta en 1982.

## Carrera deportiva
En el Campeonato Europeo de Atletismo en Pista Cubierta de 1982 ganó la medalla de plata en los 60 metros lisos, con un tiempo de 7.19 segundos, tras la alemana Marlies Göhr  (oro con 7.11 segundos que igualaba el récord de los campeonatos) y por delante de la británica Wendy Hoyte  (bronce con 7.27 segundos).